# Бернхард II фон Вьолпе
Бернхард II фон Вьолпе (на немски: Bernhard II von Wölpe, * 1176; † 28 януари 1221) е граф на графство Вьолпе. Замъкът му е в днешен Нинбург на Везер в Долна Саксония.

## Произход
Той е син на Бернхард I фон Вьолпе и съпругата му Рихенза, дъщеря на Изо. Брат е на Изо фон Вьолпе (1167 – 1231), епископ на Ферден. Той основава ок. 1200 г. град Нойщат ам Рюбенберге. През 1207 г. и 1215 г. той основава манастир Мариензе за духовен център на графството и гробно място на графовете на Вьолпе.

## Фамилия
Първи брак: със София фон Дасел († сл. 1215), дъщеря на Лудолф I фон Дасел (ок. 1115 – 1166). Те имат дъщерите:
- Рихенза фон Вьолпе (* 1195/1198; † пр. 7 юни 1227), ∞ сл. 27 декември 1215 г. за граф Хайнрих I фон Хоя († 1235)
- София фон Вьолпе († сл. 1239), ∞ пр. 1212 г. за граф Зигфрид II фон Остербург (1207 – 1238)
- Юта фон Вьолпе († сл. 1215), ∞ за граф Фолрад II фон Даненберг († 1226/1234)

Втори брак: след 1215 г. с Кунигунда фон Вернигероде († сл. 1233), дъщеря на граф Албрехт III фон Вернигероде и съпругата му фон Кверфурт. Те имат син:
- Конрад II фон Вьолпе († 1255/1257), граф на Вьолпе, ∞ пр. 1245 г. за графиня Салома фон Лимер.